# Lepidodactylus planicaudus
Espèce
Synonymes
- Lepidodactylus naujanensis Taylor, 1919

Statut de conservation UICN

 LC  : Préoccupation mineure
Lepidodactylus planicaudus est une espèce de geckos de la famille des Gekkonidae.

## Répartition
Cette espèce est endémique des Philippines. Elle se rencontre à Mindanao, à Bohol et à Panay.

## Publication originale
- Stejneger, 1905 : Three new frogs and one new gecko from the Philippine Islands. Proceedings of the United States National Museum, vol. 28, p. 343-348 (texte intégral)